# European Coastal Airlines
La European Coastal Airlines era una compagnia aerea regionale croata che si occupava di trasportare passeggeri a bordo di idrovolanti. È stata fondata nel 2000 e ha iniziato ad operare voli di linea nell'agosto 2014.
La flotta era composta da tre de Havilland Canada DHC-6 Twin Otter.

## Storia
La compagnia è stata fondata nel settembre 2000 dalle società Obalna Kapitalna Ulaganja d.o.o. di Zagabria ed European SeaPlane Service (ESPS) GmbH di Landsberied, Germania.
La compagnia eseguiva voli promozionali usando un Grumman Goose restaurato.
Nell'agosto 2002 la compagnia aveva acquisito la licenza per atterrare in 25 destinazioni lungo la costa croata, incluso il porto di Zara.
Secondo la legge croata, i voli operati da idrovolanti devono ottenere licenze sia dall'aviazione civile sia dalle autorità marittime, insieme alle concessioni normalmente richieste per tutte le attività costiere, oltre a permessi speciali rilasciati dalle capitanerie di porto.
Nei primi anni Duemila il progetto era stato messo in stato di attesa, ma viene rilanciato nel 2007 quando interviene un investitore croato.
Nell'agosto 2014 la compagnia ottiene i permessi necessari per lanciare i servizi di linea che collegano Spalato e Gelsa, sull'isola di Lesina.
Il 6 ottobre 2014 la società inizia i voli di linea fra Zagabria e l'isola di Arbe, ma il servizio viene sospeso durante l'inverno per poi essere ripreso nell'aprile 2015.
Nel luglio 2015, dopo anni di lotta con la burocrazia croata e resistenza da parte della città di Spalato e dell'Autorità Portuale di Spalato che continuavano a negare i permessi, la European Coastal Airlines firma una concessione di 10 anni per la costruzione di un terminal nel porto, dopo l'intervento del Ministro dei Trasporti Siniša Hajdaš Dončič.
I voli di linea iniziano il 10 agosto 2015.
Il primo collegamento trans-Adriatico fra Croazia e Italia è iniziato nel novembre 2015 con quattro voli settimanali fra Spalato centro e Ancona e fra Fiume e Ancona.
Il 13 agosto 2016, l'autorità aeronautica croata (CCAA) ha sospeso il certificato di operatore aereo della compagnia e, conseguentemente, messo a terra l'intera flotta in seguito ad una serie di irregolarità emerse durante alcuni controlli.
Nel 2017 cessa le operazioni in seguito alla bancarotta.

## Flotta
La flotta era composta da 3 De Havilland Canada DHC-6 Twin Otter di cui gli esemplari 9A-TOA e 9A-TOB sono anfibi, mentre 9A-TOC è solo acquatico.